# Le Peyrat
Le Peyrat to miejscowość i gmina we Francji, w regionie Oksytania, w departamencie Ariège.
Według danych na rok 1990 gminę zamieszkiwało 401 osób, a gęstość zaludnienia wynosiła 65 osób/km² (wśród 3020 gmin regionu Midi-Pireneje Le Peyrat plasuje się na 674. miejscu pod względem liczby ludności, natomiast pod względem powierzchni na miejscu 1395.).